# Sirene (programma televisivo)
Sirene  è un programma televisivo italiano iniziato nel 2012.
Il programma ha come oggetto l'operato delle Forze dell'Ordine; tramite filmati di archivio e inediti, mostra le indagini, i vari pedinamenti e i salvataggi effettuati dai Carabinieri, Polizia di Stato, Guardia di Finanza, Polizia Municipale, Vigili del Fuoco, Guardia Costiera e dal 118.

## Storia

### Rai
La prima stagione è andata in onda dal 9 febbraio al 15 marzo 2012 su Rai 3, in seconda serata, per sei puntate, con la conduzione di Margherita Granbassi. Con Indagine Villa Borea, reportage sui maltrattamenti a danno degli anziani di una casa di riposo di Sanremo, Cristiano Barbarossa ha vinto il Premio Speciale Auser Ilaria Alpi nel 2012.
Sono andate in onda inoltre puntate dedicate al racket dei permessi di soggiorno falsi nelle zone del Clan dei Casalesi, sulla camorra a Scampia, sugli interessi della Mafia cinese a Prato, sulla pirateria nell'Oceano Indiano, sull'Incidente ferroviario di Viareggio, sul traffico di cocaina della 'ndrangheta nel Porto di Gioia Tauro.

### Nove
Dopo alcuni anni, la seconda edizione è andata in onda a partire dal 14 marzo 2019 sul canale NOVE di Discovery Channel a cura di Cristiano Barbarossa e Fulvio Benelli con la collaborazione di Stefano Di Gioacchino, Vittoria Iacovella e Alessio Ferraro.
In questa nuova edizione le indagini raccontate sono state quelle relative al Delitto di Santa Croce Camerina con "Il delitto del piccolo Loris", "Operazione Mafia nigeriana" (incentrata sul racket della prostituzione sulla bonifica del Tronto) e "Rimini - La notte del branco".

## Produzione
Il programma è prodotto da Verve Media Company.

## Autori
Autori della trasmissione: Cristiano 
Barbarossa, Fulvio Benelli e Stefano di Gioacchino.

## Puntate e ascolti
| Puntate       | Prima TV Italia  | Telespettatori | Share  |
| ------------- | ---------------- | -------------- | ------ |
| 1             | 9 febbraio 2012  | 588.000        | 3,07%  |
| 2             | 16 febbraio 2012 | 780.000        | 3,98%  |
| 3             | 23 febbraio 2012 | 621.000        | 3,33%  |
| 4             | 1º marzo 2012    | 505.000        | 2,98%  |
| 5             | 6 marzo 2012     | 1.919.000      | 13,34% |
| 6             | 15 marzo 2012    | 546.000        | 3,37%  |
| Media auditel | Media auditel    | 826.000        | 5,01%  |